# Пам'ятники Сум
У сучасних Сумах значне число пам'ятників, пам'ятних знаків, меморіалів і скульптур.

## Характеристика пам'ятників

Сумська Альтанка, 1920-ті

Відмінною особливістю міської скульптури Сум є її чітка локалізація — так, на центральній, Покровській (кол. Червоній) площі розташовані відразу два найвідоміших (і заразом найстаріших) сумських пам'ятника — пам'ятник Івану Харитоненку (1899), як видатному сум'янину, людині, що багато прислужилась рідному місту (пам'ятник у своєму первісному вигляді існував лише близько 20 років, його відновлено 1996 року), та Альтанка (1900—05), що є справжнім символом міста з неординарною історією появи; також на площі (за СРСР) встановлено скульптурну композицію «Партизанський рейд». Як ці, так і решта пам'ятників несуть чітке смислове навантаження й органічно вписуються в оточуючий міський пейзаж — перед Сумським драмтеатром, що носить ім'я Михайла Щепкіна 1989 року спорудили йому пам'ятник, при центральному вході до Парку культури та відпочинку ім. І. М. Кожедуба 2004 року з'явився пам'ятник Івану Кожедубу, а погруддя А. С. Макаренка прикрашає майданчик перед центральним корпусом Сумського державного педагогічного університету. Ще одними місцями локалізації пам'ятників стала вулиця Герасима Кондратьєва — відповідаючи назві вулиці й розташованим на ній офісам силових установ, тут встано́влено саме тематичні пам'ятники і монументи — Вічної Слави (1975), співробітникам міліції, які загинули в боротьбі за радянську владу (1967) і сучасний — міліціонерам, загиблим під час виконання службових обов'язків (2004), та військове містечко — погруддя М. Фрунзе і меморіал воїнам-інтернаціоналістам (2004).
У радянський час у Сумах встановлювались пам'ятники переважно на честь більшовицьких революційних, партійних і державних діячів. У місті також (по ІІ Світовій війні) було чимало пам'ятників, присвячених тематиці німецько-радянській війні, впорядковано могили, в т. ч. братські, вояків Червоної Армії, партизанів, закатованих у концтаборах цивільних громадян. Виключенням став єдиний пам'ятник представнику української культури — великому поетові Тарасові Шевченку (1957).
За доби незалежності в 1990-ті у Сумах вшанували Жертв Чорнобиля, а вже у 2000-х — інші трагічні події національної історії, зокрема загиблих у воєнних діях в Афганістані (2004) та Жертв Голодомору в Україні 1932—1933 рр. (2008).
Значною подією в сучасній історії Сум стало святкування 350-ліття міста (2004), з нагоди чого в місті спорудили пам'ятник Івану Кожедубу та пам'ятний знак на честь актуальних студентських протестів.
Одним із наймолодших сумських пам'ятників лишається пам'ятний знак «Сумка» (травень 2008 року), який у символічній формі подає популярну легенду про заснування міста, причому дуже швидко сам перетворившись на своєрідний міський символ.
У ніч проти 11 лютого 2009 року невідомими був зруйнований пам'ятник Леніну, встановлений на вулиці Миру біля Будинку культури «Хімік» ВАТ «Сумихімпром» у 1958 році. Таким чином, Суми чи не єдиний з облцентрів Лівобережної України держави позбавився від «монументальної ленініани».
В цілому на кінець 2000-х років Суми в царині міської скульптури все-таки демонструють толерантність і легкий дисбаланс у бік пам'ятників державним і військовим діячам, зокрема радянської доби (лише Фрунзе присвячено аж два погруддя), тоді як культурним діячам встановлено лише поодинокі пам'ятники.
Можливо, са́ме це спонукало мера Сум Геннадія Мінаєва на засіданні містобудівної ради в травні 2010 року зробити звернення до місцевих архітекторів і скульпторів з ініціативою щорічного встановлення в місті нових пам'ятників, що, на переконання міського голови, має додати Сумам туристичної привабливості. Так, на цій же нараді архітектори розглянули сумські проектні рішення щодо скульптури «Пам'ятник цукру» (кубик рафінаду), що є «оригінальною» ідеєю самого п. Мінаєва, а також утверджували проект пам'ятника Почесному громадянину міста Михайлу Лушпі, який планують відкрити до 355-ліття Сум у вересні 2010 року. Крім того, міський голова Сум запропонував встановити в обласному центрі скульптури з професійної приналежності: Листоноші, Вчительці і тому подібне.
У квітні 2013 року Сумська міська рада у квітні 2013 року підтримала ідею демонтажу погруддя Леніну біля будинку культури «Хімік» ПАТ «Сумихімпром», а 29 травня 2013 року прогосувала за рішення про демонтаж погруддя Леніну з наступною його передачею на баланс міського комітету КПУ та пам'ятника в урочищі Дуровщина, який мають переплавити на постамент засновнику міста — Герасиму Кондратьєву. Згодом Зарічний районний суд м. Сум заборонив проводити демонтаж цих пам'ятників за позовом місцевих комуністів, але у липні 2013 року Харківський адміністративний апеляційний суд скасував ухвалу суду нижчої інстанції. Після цього Зарічинський районний суд у середині серпня 2013 року підтвердив законність рішення Сумської міської ради, на що сумські комуністи подали апеляцію до Харківського апеляційного адміністративного суду.

## Перелік пам'ятників
Пам'ятники Сум:
| Назва                                                                                           | Рік встановлення | Розташування | Фото                        | Короткі відомості |
| Альтанка                                                                                        | 1900—05          | У сквері на Покровській площі 50°54′25″ пн. ш. 34°47′56″ сх. д. / 50.906977° пн. ш. 34.79883° сх. д.                                                                                     |                             | Сумська альтанка збудована в період 1900—05 рр. за оригінальним проектом місцевого кресляра Матвія Щавельова на місці свердловини з пошуку нафти за особистим розпорядженням власника землі Йосипа Ліщинського. У теперішній час є символом міста, одним з найпопулярніших місць зустрічі сум'ян і гостей міста. |
| Борцям за радянську владу                                                                       |                  | На Центральному кладовищі 50°53′38″ пн. ш. 34°46′56″ сх. д. / 50.893796° пн. ш. 34.782296° сх. д.                                                                                        |                             | Є пам'ятним знаком на могилі радянських робітників, розстріляних 27 жовтня 1919 року білогвардійцями. |
| Вічної Слави, монумент і меморіал                                                               | 1975             | На вулиці Герасима Кондратьєва 50°53′43″ пн. ш. 34°47′19″ сх. д. / 50.895197° пн. ш. 34.788551° сх. д.                                                                                   |                             | Меморіал Вічної Слави з центральним монументом було відкрито 1975 року. Автори — скульптор В. Вінайкін та архітектор В. Гнєздилов. |
| Алея Героїв Радянського Союзу (Суми)                                                            |                  | У парку на вулиці Героїв Сумщини 50°54′30″ пн. ш. 34°48′10″ сх. д. / 50.908263° пн. ш. 34.80281° сх. д.                                                                                  |                             | |
| Жертвам Голодомору 1932-33 рр., пам'ятний знак                                                  | 2008             | У сквері Пам'яті Жертв Голодомору на площі Баумана неподалік Сумського автовокзалу |                             | Пам'ятний знак Жертвам Голодомору в Україні 1932—1933 рр. відкрито 22 листопада 2008 року (День пам'яті жертв голодомору та політичних репресій). Він являє собою дві паралельні стели, як символ смерті й життя та, немов зламана лихом і безвихіддю, бронзова людська постать посередині. Автор — сумський скульптор Олег Прокопчук. |
| Жертвам концтаборів, пам'ятний знак                                                             |                  | На вулиці Герасима Кондратьєва, 100 |                             | |
| Жертвам Чорнобиля, пам'ятний знак                                                               |                  | У сквері на початку вулиці Горького |                             | |
| Загиблим воїнам-інтернаціоналістам (афганцям), меморіал                                         | 2004             | У сквері біля Військового інституту артилерії та ракетних військ на вулиці Герасима Кондратьєва, 142 50°53′00″ пн. ш. 34°47′00″ сх. д. / 50.883367° пн. ш. 34.783208° сх. д.             |                             | Меморіал (на мармурових плитах викарбувано 123 прізвища загиблих воїнів-«афганців») було урочисто відкрито 25 грудня 2004 року. Автори меморіалу — Валерій Голуб, Дмитро Коршунов, скульптор Віктор Беленко, депутат міськради Олег Жданов. Ініціатива створення пам'ятника належить Сумській спілці ветеранів та інвалідів воїнів-афганців «Афганінва», спорудження меморіалу приурочено до 25-ліття введення до Афганістану контингенту радянських військ. |
| Кожедубу Івану                                                                                  | 2004             | Перед центральним входом до Парку культури та відпочинку ім. І. М. Кожедуба 50°54′23″ пн. ш. 34°48′03″ сх. д. / 50.906389° пн. ш. 34.800696° сх. д.                                      |                             | Пам'ятник тричі Герою Радянського Союзу, маршалові авіації, уродженцеві Сумської області Івану Кожедубу встановлено до 350-ліття Сум 2004 року. Автор — сумський скульптор Олег Прокопчук. |
| Макаренка Антона, бюст                                                                          |                  | Перед будівлею Сумського державного педагогічного університету ім. А. С. Макаренка на вулиці Роменській, 87                                                                              |                             | |
| Маргелову Василю, пам'ятник—бюст                                                                | 2011             | |                             | Пам'ятник-бюст першому командиру повітрянодесантних військ Радянської Армії, генералу армії, Герою Радянського Союзу Василю Маргелову. Автором архітектурного рішення став сум'янин Едуард Голованов, а скульптором — харків'янин Едуард Гурбанов. На спорудження пішло близько 6 тисяч доларів. |
| Братська могила радянських воїнів, братська могила воїнів Радянської Армії                      | 1970             | На Центральному кладовищі 50°53′36″ пн. ш. 34°47′00″ сх. д. / 50.893201° пн. ш. 34.783423° сх. д.                                                                                        |                             | Впорядкування братської могили воїнів Радянської Армії зі спорудженням центрального монументу «Мати-Батьківщина» було завершено в 1970 році. Автори — скульптор А. Івченко та архітектор М. Ільченко. |
| «Партизанський рейд», скульптурна композиція                                                    |                  | У сквері на площі Покровській 50°54′28″ пн. ш. 34°47′50″ сх. д. / 50.907755° пн. ш. 34.797252° сх. д.                                                                                    |                             | Скульптурна композиція «Партизанський рейд», присвячена знаменитому Карпатському рейду Сумського партизанського з'єднання під командуванням двічі Героя Радянського Союзу С. А. Ковпака і Героя Радянського Союзу С. В. Руднєва. Автор пам'ятника — народний художник СРСР, уродженець села Шпилівка Сумського району Михайло Григорович Лисенко, котрий у 1920—23 рр. жив і навчався в Сумах. |
| Радянським воїнам                                                                               | 1967             | На Баранівському кладовищі | Пам'ятник радянським воїнам | Є пам'ятним знаком на братській могилі радянських воїнів, загиблих у Другій світовій війні |
| «Героям Сумщини», монумент                                                                      | 1967             | У сквері на Привокзальній площі 50°55′31″ пн. ш. 34°48′30″ сх. д. / 50.925382° пн. ш. 34.80841° сх. д.                                                                                   |                             | Монумент «Героям Сумщини» відкритий у 1967 році. Скульптурна група з представників різних поколінь, створена Борисом Никончуком, присвячена тематиці німецько-радянської війни. Автори архітектурної прив'язки монумента — С. Тутученко і А. Дейнека. |
| Правоохоронцям, що загинули захищаючи незалежність України у зоні АТО, пам'ятний знак           |                  | У сквері на вулиці Герасима Кондратьєва |                             | |
| Співробітникам міліції, які загинули під час виконання службових обов'язків, пам'ятник-меморіал | 2004             | У сквері на вулиці Герасима Кондратьєва поруч з будівлею УМВС у Сумській області (Герасима Кондратьєва, 21)                                                                              |                             | Пам'ятник-меморіал (на мармуровій плиті викарбувано 23 прізвища загиблих міліціонерів) було відкрито 20 серпня 2004 року. Пам'ятник являє собою абрис дзвону, який увінчує хрест; у центрі — вилита з бронзи фігура працівника міліції, який схилив коліно, у його руках меч. Архітектор композиції — Станіслав Граділь, скульптор — Богдан Люклян. Фігуру правоохоронця вилив сумський ливарник Андрій Літвінов. Гранітом меморіал оздоблював заслужений будівельник України Євген Гончаров. Ці та багато інших людей, хто працював над зведенням меморіалу, були нагороджені почесними грамотами УМВС. |
| Співробітникам міліції, які загинули в боротьбі за радянську владу, пам'ятний знак              | 1967             | У сквері на вулиці Герасима Кондратьєва |                             | Пам'ятний знак було приурочено до 50-річчя Жовтневої революції й відкрито 1967 року. |
| «Сумка», пам'ятний знак                                                                         | 2008             | Поряд з приміщенням громадсько-мистецького Центру «Собор» перед Воскресенською церквою на вулиці Воскресенській. 50°54′42″ пн. ш. 34°48′02″ сх. д. / 50.911787° пн. ш. 34.800611° сх. д. |                             | Урочисте відкриття пам'ятного знаку, що символічно відображає популярний міський переказ про заснування Сум відбулося 17 травня 2008 року. Автори ідеї пам'ятного знаку — журналіст і письменник Микола Гриценко та директор видавничого регіонального центру «Собор» Григорій Тимченко. Скульптор — сум'янин Олексій Шевченко. Пам'ятний знак «Сумка» є подарунком місту до Дня Європи від Сумського (міського) земляцтва в Києві. |
| Супруна Степана, бюст                                                                           | 1948             | У сквері на вулиці Троїцькій, 1 50°54′41″ пн. ш. 34°48′36″ сх. д. / 50.911266° пн. ш. 34.809988° сх. д.                                                                                  |                             | Погруддя двічі Героя СРСР Степана Супруна було відкрито 1948 року. Автори — скульптор Я. Ражба і архітектор М. Іванченко. |
| Трудівникам рафінадного заводу, які загинули на фронтах німецько-радянської війни               |                  | На вулиці Івана Харитоненка |                             | |
| Меморіал пам'яті Героїв Небесної Сотні                                                          | 2020             | У сквері Героїв Небесної Сотні на вулиці Петропавлівській |                             | Скульптор Катіб Мамедов, проєктну документацію для будівництва виконав архітектор Юрій Харченко[] |
| Федька Івана, бюст                                                                              | 1967             | У сквері на вулиці Петропавлівській |                             | Пам'ятник герою громадянської війни, уродженцю Сумщини І. Ф. Федьку встановлений 1967 року. Автор пам'ятника — сумський скульптор Яків Денисович Красножон. |
| Фрунзе Михайла, бюст                                                                            |                  | На території військового містечка на вулиці Герасима Кондратьєва |                             | |
| Харитоненку Івану                                                                               | 1899             | У сквері на Покровській площі 50°54′27″ пн. ш. 34°47′51″ сх. д. / 50.907458° пн. ш. 34.797628° сх. д.                                                                                    |                             | Пам'ятник (один із перших у місті) відомому цукрозаводчику і меценату Івану Харитоненку було споруджено 1899 року. Автори пам'ятника — скульптори О. Опєкушин та А. Краузі. 1918 року, по Жовтневому перевороті, скульптуру Івана Харитоненка знищили більшовики, а на оригінальному п'єдесталі спорудили фігуру Леніна. 1996 року за проектом місцевого скульптора Анатолія Івченка Івана Харитоненка було «повернуто» на постамент в оригінальний спосіб — заміною голови скульптури Леніна. |
| Шевченку Тарасу                                                                                 | 1957             | У сквері Тараса Шевченка на вулиці Соборній 50°54′31″ пн. ш. 34°47′56″ сх. д. / 50.908486° пн. ш. 34.799001° сх. д.                                                                      |                             | Пам'ятник українському поетові і мислителю Тарасу Шевченку було споруджено 1957 року. Автори — скульптор Я. Д. Красножон та архітектор М. П. Махонько. |
| Щепкіну Михайлу                                                                                 | 1988             | Біля Сумського театру драми і музичної комедії імені Михайла Щепкіна на Театральній площі 50°54′20″ пн. ш. 34°47′55″ сх. д. / 50.905502° пн. ш. 34.798594° сх. д.                        |                             | Пам'ятник російському театральному акторові Михайлу Щепкіну — бронзова скульптура на невисокому гранітному постаменті, було встановлено 1988 року. Автор проєкту — бєлгородський скульптор Анатолій Смєлий. Архітектори Юрій Кобиляков та Станіслав Граділь. |
| на честь студентських протестів, пам'ятний знак                                                 | 2004             | У сквері Тараса Шевченка на вулиці Соборній |                             | Пам'ятний знак на честь студентського руху опору літа 2004 року проти об'єднання трьох місцевих вузів у єдиний Сумський національний університет був відкритий до 350-ліття Сум того ж 2004 року. Автор — сумський скульптор Олексій Шевченко. |
| Родове поховання Харитоненків                                                                   | 1910             | На Центральному міському кладовищі, біля Петропавлівської церкви 50°53′34″ пн. ш. 34°46′55″ сх. д. / 50.892808° пн. ш. 34.78205° сх. д.                                                  |                             | Пам'ятники на родовому похованні сім'ї Харитоненків. Автор видатний французький скульптор Арістід Круазі |
| На честь цукру                                                                                  | 2010             | В Покровському сквері біля готелю «Україна» |                             | Пам'ятник на честь виробництва у Сумах цукру у великій кількості. Автор — сумський скульптор Олексій Шевченко. |

## Виноски
1. ↑  У Сумах невідомі зруйнували пам'ятник Леніну // повідомл. за 11 лютого 2009 року від УНІАН
2. ↑  Мер Сум вирішив встановити пам'ятники рафінаду, листоноші і вчительці // інф. Кореспондент.net за 21 травня 2010 року
3. ↑  Сумська міськрада підтримала демонтаж погруддя Леніну. Тиждень.ua. 17.04.2013.
4. ↑  Міськрада Сум вирішила демонтувати два пам'ятники Лєніну. Тиждень.ua. 29.05.2013.
5. ↑  У Сумах суд заборонив зносити пам'ятники Лєніну. Тиждень.ua. 05.06.2013.
6. ↑  Харківський суд дозволив знести два пам'ятника Леніну в Сумах. Тиждень.ua. 17.07.2013.
7. ↑  Сергей Бондаренко. Сумские коммунисты будут отстаивать Ленина в Харькове. Панорама. 30.08.2013. (рос.)
8. 1 2 3 4  Лушпа М. П. Суми (про пам'ятники) // Українська радянська енциклопедія : у 12 т. / гол. ред. М. П. Бажан ; редкол.: О. К. Антонов та ін. — 2-ге вид. — К. : Головна редакція УРЕ, 1984. — Т. 11, кн. 1 : Стодола — Фітогеографія. — 606, [2] с., [22] арк. іл. : іл., портр., карти с., стор. 60
9. ↑  Про вшанування Жертв Голодомору в День пам'яті жертв голодомору та політичних репресій-2008 на Сумщині[недоступне посилання] на Вебсайт Державного комітету радіомовлення та телебачення України [Архівовано 2010-02-14 у Wayback Machine.]
10. ↑  Князєв Володимир Суперечлива пам'ять. Названі переможці конкурсу на пам'ятник Жертвам Голодомору[недоступне посилання з липня 2019] // інф. за 17 липня 2008 року в газ. «В двух словах» (рос.)
11. ↑  інформація за 26/12/2004 [Архівовано 9 січня 2005 у Wayback Machine.] на Вебсторінка Сумської міської ради [Архівовано 9 липня 2009 у Wayback Machine.]
12. ↑  У Сумах відкрили пам'ятник улюбленому генералу десантників
13. ↑  Червона площа [Архівовано 30 жовтня 2007 у Wayback Machine.] на Вебсторінка Сумської міської ради [Архівовано 9 липня 2009 у Wayback Machine.]
14. ↑  Вулиця Привокзальна, Привокзальна площа [Архівовано 26 грудня 2015 у Wayback Machine.] на Вебсторінка Сумської міської ради [Архівовано 13 лютого 2012 у Wayback Machine.]
15. ↑  інформація за 20/08/2004[недоступне посилання з липня 2019] на Вебсторінка Сумської міської ради [Архівовано 9 липня 2009 у Wayback Machine.]
16. ↑  У Сумах відкрито унікальний пам'ятний знак на www.gukr.com («Громадянин України»)
17. ↑  https://suspilne.media/sumy/112487-novij-pamatnik-geroam-nebesnoi-sotni-v-sumah-bezgospodarnij-obekt/ Суспільне Суми / Новий пам'ятник Героям Небесної Сотні в Сумах не взяли на баланс міста
18. ↑  Вулиця Петропавлівська (частина 2) [Архівовано 30 жовтня 2007 у Wayback Machine.] на Вебсторінка Сумської міської ради [Архівовано 9 липня 2009 у Wayback Machine.]
19. ↑  Суми // Шевченківський словник. Том 2., К., 1977. стор. 247
20. 1 2  П. М. Калугин. Памятник Щепкину М. С. // Памятники российским деятелям истории и культуры в Украине. Каталог-справочник. Киев. 2008. С. 147. ISBN 978-966-8325-87-8 (рос.)
21. ↑  Театральна площа. [Архівовано 30 жовтня 2007 у Wayback Machine.] на Вебсторінка Сумської міської ради [Архівовано 9 липня 2009 у Wayback Machine.]
22. ↑  У Сумах відкрито пам'ятний знак на честь студентського руху опору 2004 року на www.oglyadach.com[недоступне посилання з липня 2019]
23. ↑  Обласна газета «ВАШ ШАНС». Родове поховання Харитоненків[недоступне посилання з червня 2019] (рос.)